# Isaac Slade

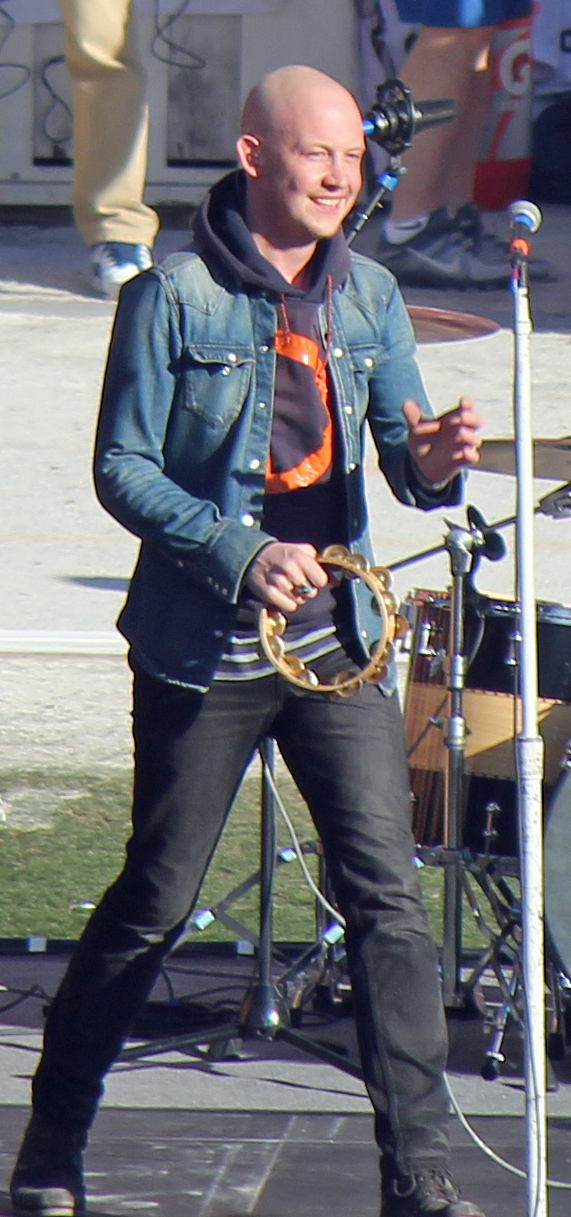
Isaac Slade (2014)

Isaac Edward Slade (* 26. Mai 1981 in Boulder, Colorado) ist der ehemalige Leadsänger, Songwriter, Pianist und Mitgründer der aus Denver stammenden Indie-Rockband The Fray.

## Leben und Karriere

### Frühe Jahre
Slade wurde in Boulder, Colorado, geboren und wuchs in der Nähe von Denver mit seiner Familie auf. Diese schloss beide Eltern, beide Missionare von derselben Familie, und zwei jüngeren Brüdern, Caleb und Micah ein. Er ging auf die Faith Christian Academy in Arvada, Colorado und später absolvierte er die University of Colorado Denver.
Slade fing an zu singen, als er acht Jahre alt war. Mit elf fing er mit dem Pianospielen an, nachdem er zeitweise seine Stimme verloren hatte. Er schrieb sein erstes Lied, als er 16 war, und lernte das Gitarrenspielen während der High School.

### The Fray
2002 gründeten Isaac Slade (Gesang, Piano) und Joe King (Gesang, Gitarre) die Band. Mit Unterstützung lokaler Radiostationen wurde ihre erste Single, die Demoversion von Over My Head (Cable Car), einer der meistgespielten Songs 2004 in Denver. Aufgrund dieses Erfolges bot das Label Epic Records ihnen 2004 einen Plattenvertrag an.
Ihr Debütalbum How to Save a Life wurde am 13. September 2005 in den USA veröffentlicht. Die deutsche Veröffentlichung erfolgte am 27. Oktober 2006.
Das zweite Studioalbum, The Fray, erschien am 3. Februar 2009 in den Vereinigten Staaten. Die erste Singleauskopplung daraus ist der Song You Found Me.
Im Oktober 2011 veröffentlichte The Fray ihre erste Single  Heartbeat zum digitalen Verkauf in den USA. Ihr drittes Studioalbum Scars and Stories ist am 2. März 2012 erschienen.
Am 12. März 2022, gab Isaac Slade bekannt, dass er die Band verlassen wird. Sein letzter Auftritt mit The Fray war am 14. Mai 2022, im Genesee Theatre in Waukegan, Illinois.

## Arbeit außerhalb von The Fray
Slade wirkte bei der Coverversion der Benefiz-Single von 1985, We Are the World, mit. Zusammen mit anderen Künstlern konnte er so Spenden für die Opfer des Erdbebens in Haiti 2010 sammeln.

## Belege
1. ↑   Archivlink (Memento vom 17. März 2010 im Internet Archive)
2. ↑  Archivierte Kopie (Memento des Originals vom 18. Februar 2012 im Internet Archive)  Info: Der Archivlink wurde automatisch eingesetzt und noch nicht geprüft. Bitte prüfe Original- und Archivlink gemäß Anleitung und entferne dann diesen Hinweis.
3. ↑   Archivlink (Memento vom 28. Juli 2009 im Internet Archive)
4. ↑  "Scars & Stories" out now!! (Seite nicht mehr abrufbar, festgestellt im April 2018. Suche in Webarchiven), The-Fray-Homepage, 2. März 2012
5. ↑  http://blog.thefray.net/us/news